# Umicar Inspire

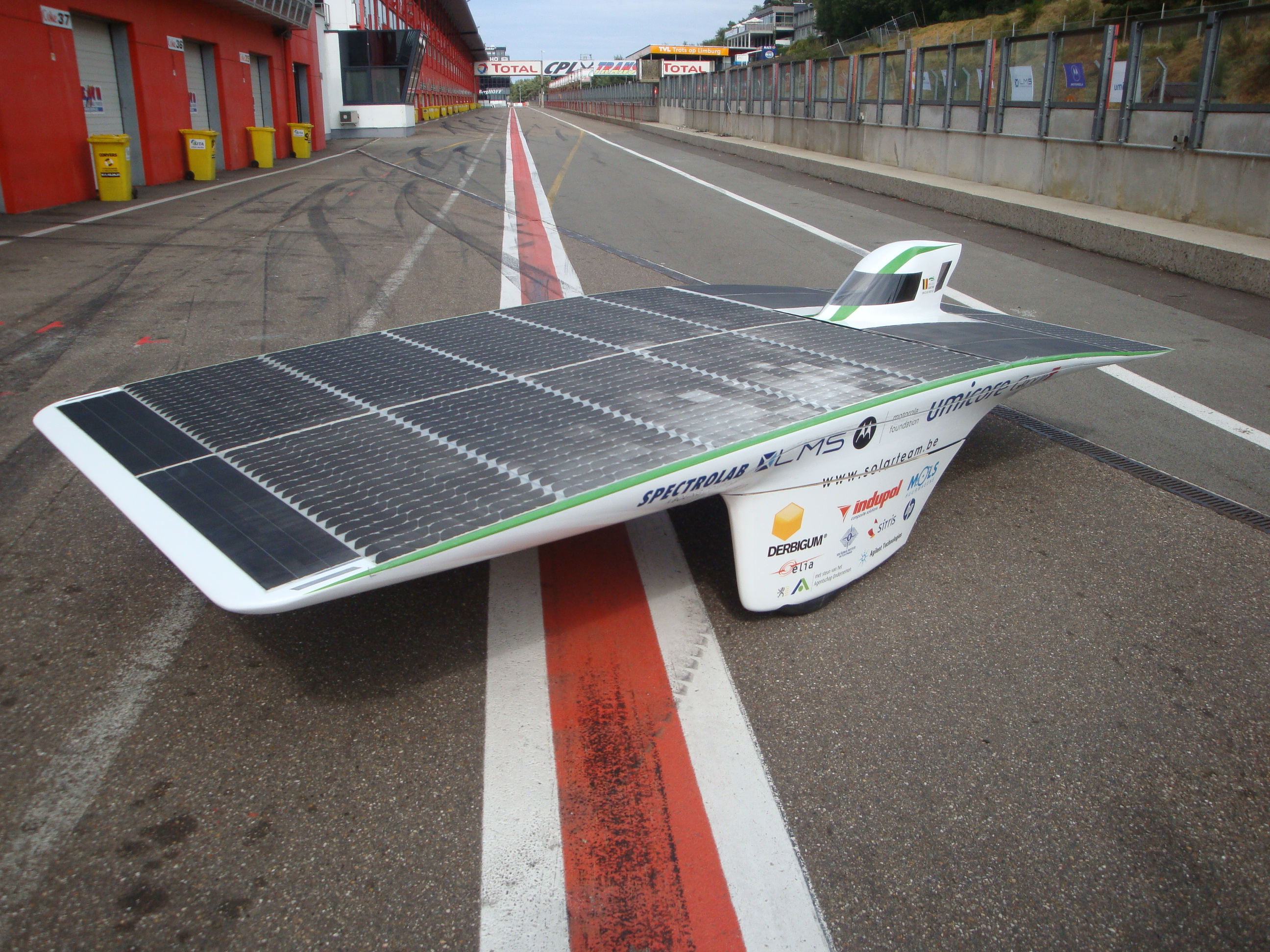
Umicar Inspire

De Umicar Inspire is een zonnewagen van het Belgische Umicore Solar Team. De Umicar Inspire nam deel aan de World Solar Challenge 2009 in Australië. Net als zijn voorganger, de Umicar Infinity, is de Umicar Inspire gebouwd door studenten van de Groep T Hogeschool uit Leuven. 
Op zaterdag 1 augustus 2009 is de Umicar Inspire officieel voorgesteld aan het grote publiek op Circuit Zolder gevolgd door een release party in  versuz.
Tijdens de World Solar Challenge 2009 raakte de Umicar Inspire op de eerste dag betrokken bij een ongeval, waarna de wagen niet meer verder aan de race kon deelnemen.. De auto lag op dat moment op een tweede plaats. 

## Specificaties Umicar Inspire
| Afmetingen      | lengte: 4,30m - breedte: 1,80m - hoogte: 1,04m                                                      |
| Gewicht         | <170 kg                                                                                             |
| Wielen          | 2 voor, 1 achter                                                                                    |
| Snelheid        | topsnelheid: 140 km/u - cruisesnelheid: 100 km/u                                                    |
| Zonnecellen     | Spectrolab rendement >30% Gocherman incapsulatie                                                    |
| Aerodynamica    | 25% verbeterde luchtweerstand dan Umicar Infinity                                                   |
| Motor           | Elektromotor InWheel Direct Drive CSIRO met zelfontworpen behuizing rendement: 98%                  |
| Body            | Prepreg Carbon Composite met ultralicht kernmateriaal                                               |
| Draagstructuur  | monocoque van koolstofvezel met torsiebox en rolbar                                                 |
| Wielophanging   | vooraan: verhoogde dubbele wishbone achteraan: swingarm                                             |
| Banden          | New Michelin Solar Tires Ontwikkeld voor zonnewagens: lage rolweerstand                             |
| Motorcontroller | Tritium Wavesculptor                                                                                |
| Telemetrie      | Intern CAN-netwerk snelheidsregeling voor maximale efficiëntie vanuit volgwagen via wifi-verbinding |